# Strażnica kolejowa „Tryńcza” w Chodaczowie

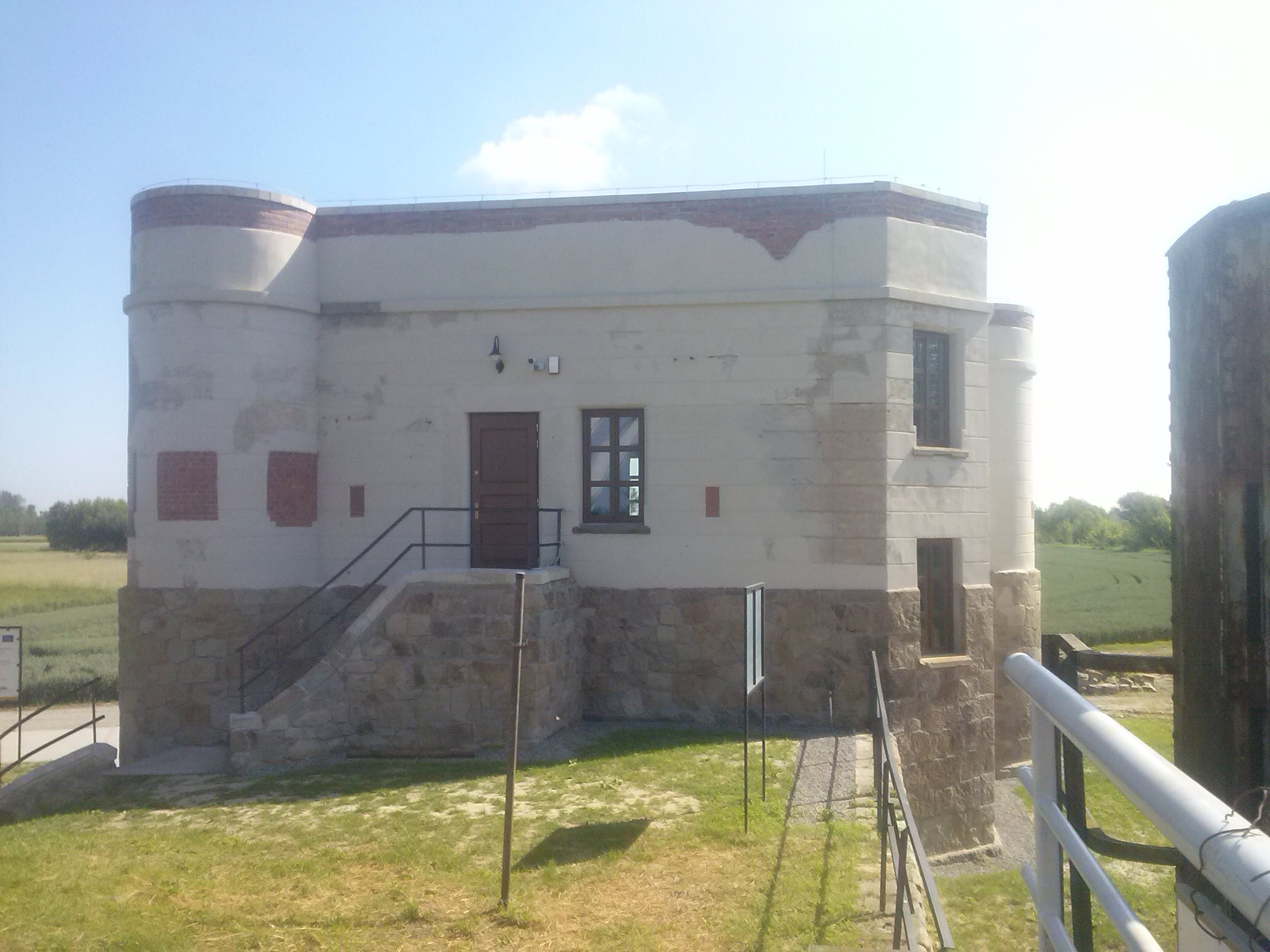
Strażnica kolejowa po odbudowie (2018)

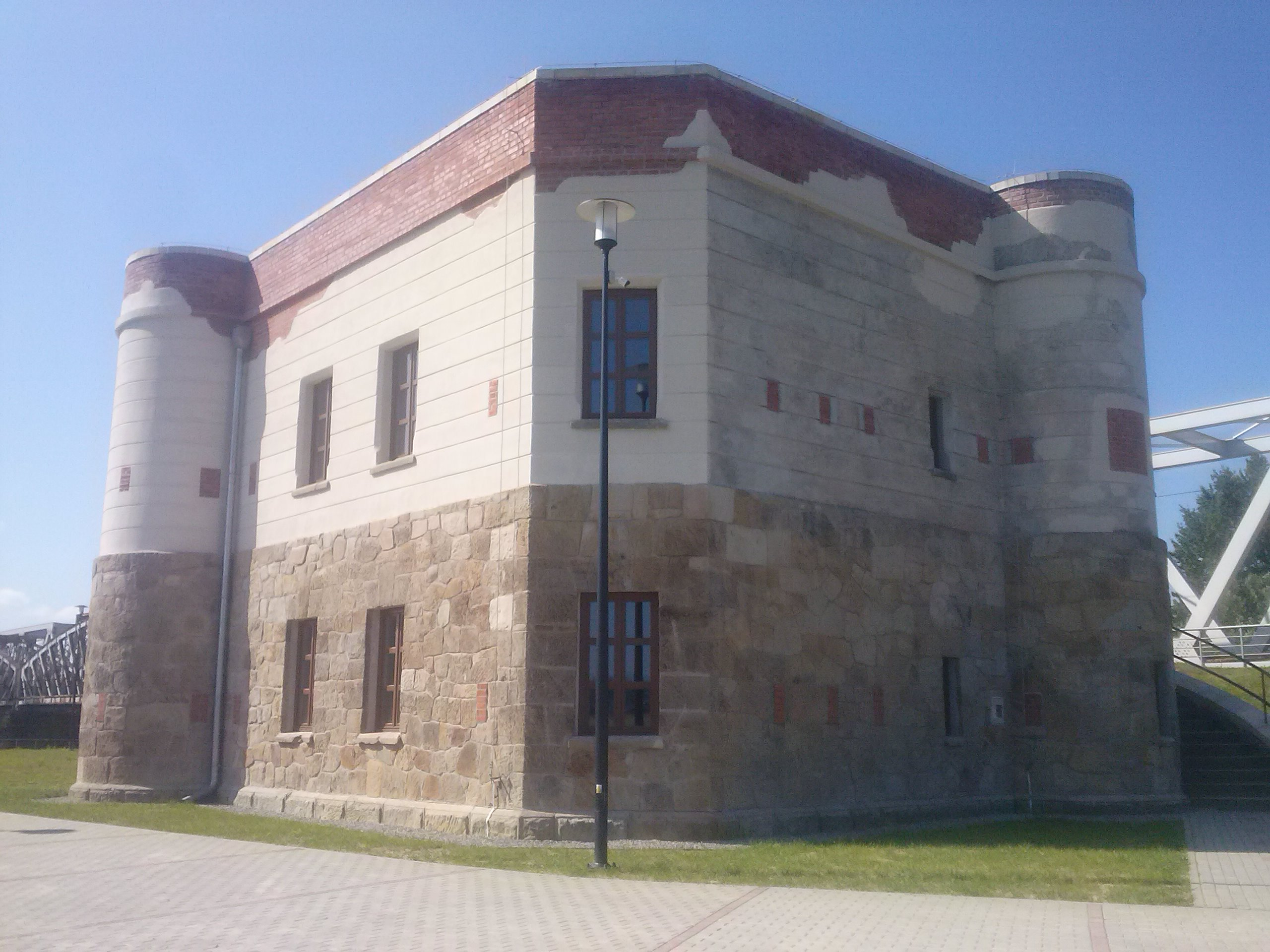
Strażnica kolejowa po odbudowie (2018)

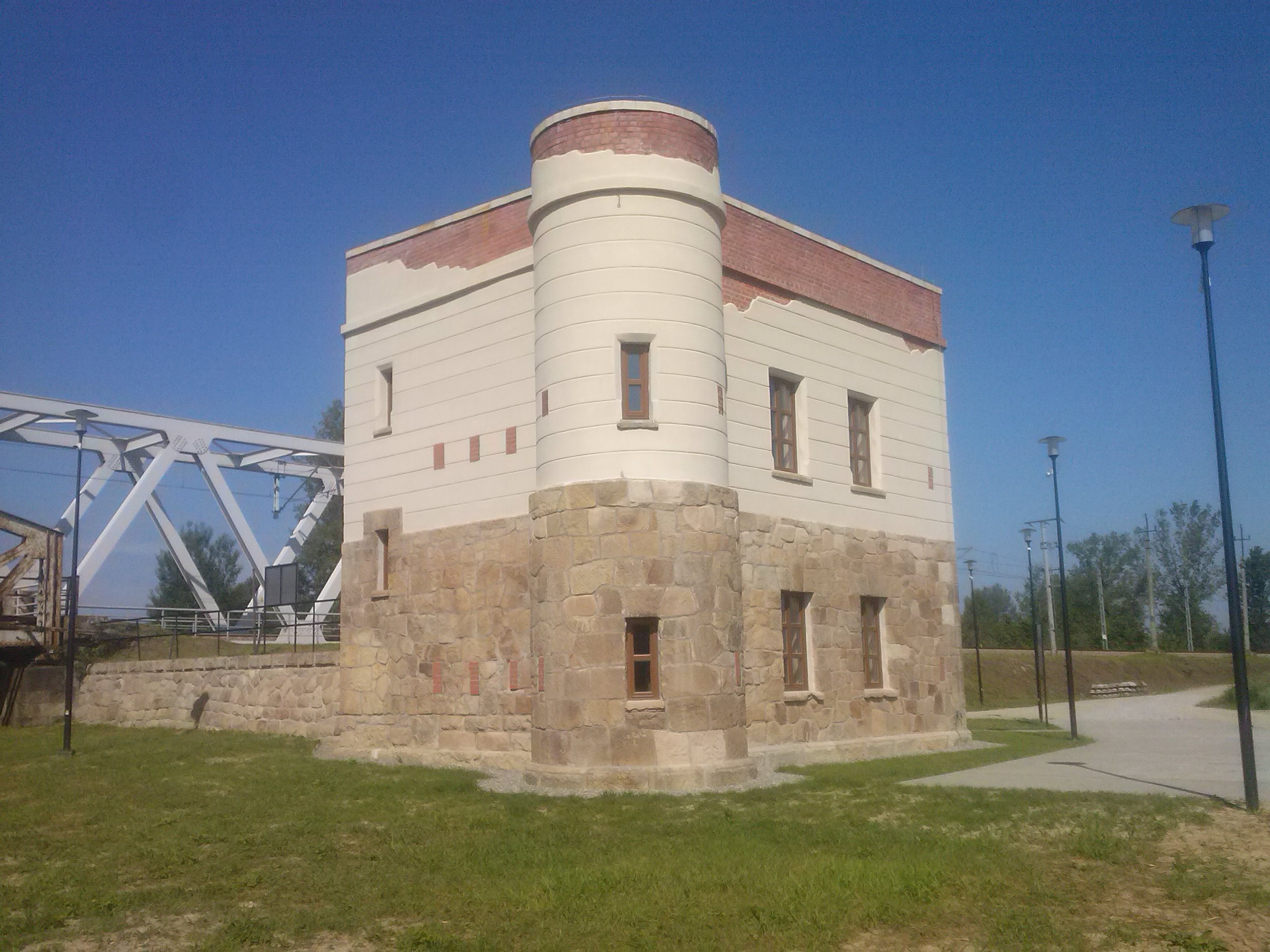
Strażnica kolejowa po odbudowie (2018)

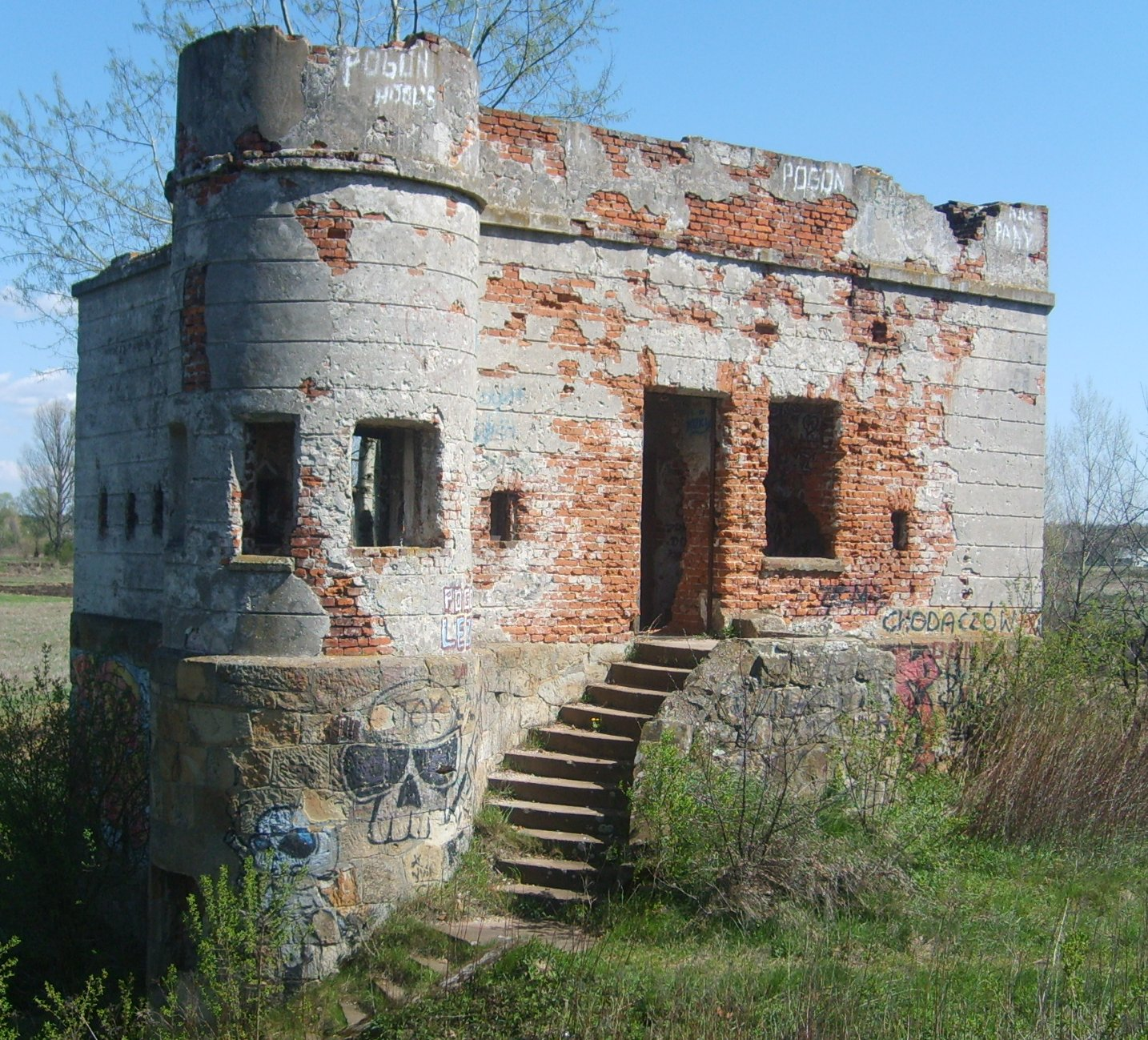
Ruiny Strażnicy kolejowej przed odbudową

Strażnica kolejowa „Tryńcza” w Chodaczowie – dawny austriacki obiekt fortyfikacyjny na terenie Galicji, położony w Chodaczowie, obok mostu kolejowego na Wisłoku, na linii kolejowej nr 68, w pobliżu stacji kolejowej „Tryńcza”.
Strażnica została zbudowana w 1905 roku w celu obrony mostu kolejowego przed atakiem wojsk rosyjskich. Podczas I wojny światowej we wrześniu 1914 roku strażnica została zdobyta przez wojska rosyjskie. Podczas II wojny światowej mieścił się tu posterunek niemieckiej straży kolejowej.
Po wojnie strażnica popadała w ruinę. W 2015 roku PKP wystawiły strażnicę wraz z 12-arową działką na sprzedaż, ale nikt się nie zgłosił. Strażnicą zainteresowała się gmina Tryńcza, która przejęła ją nieodpłatnie i w lutym 2016 podpisano akt notarialny ze spółką PKP Polskie Koleje Państwowe S.A. Oddział Gospodarowania Nieruchomościami w Krakowie. 21 października 2016 decyzją Wojewódzkiego Konserwatora Zabytków wpisana do ewidencji Gminy Tryńcza.
Gmina Tryńcza otrzymała dofinansowanie z Urzędu Marszałkowskiego w ramach Regionalnego Programu Operacyjnego na realizację projektu partnerskiego „Poprawa oferty kulturalnej i wzmocnienie instytucji kultury Gminy Tryńcza i Parafii pw. Św. Barbary w Grodzisku Dolnym”. W 2018 roku przeprowadzono prace budowlane związane z całkowitą odbudową strażnicy.
18 czerwca 2019 roku odbyło się oficjalne otwarcie strażnicy. 6 września 2019 roku przy strażnicy odbyła się msza święta polowa w intencji poległych. 7 września 2019 roku przy strażnicy odbyła się VIII rekonstrukcja wydarzeń historycznych z 1939 roku.